# Speedtest.net
O Speedtest.net, também conhecido como Speedtest by Ookla, é um serviço online que fornece análise gratuita de métricas de desempenho de acesso à Internet, como taxa de dados de conexão e latência. Foi fundada pela Ookla em 2006; e está sediada em Seattle, Washington, Estados Unidos.
O serviço mede a taxa de transferência de dados (velocidade) e latência (atraso de conexão) de uma conexão de Internet em relação a um dos cerca de oito mil servidores geograficamente dispersos (em novembro de 2019). Cada teste mede a taxa de dados para a direção do download, ou seja, do servidor para o computador do usuário; e a taxa de upload de dados, ou seja, do computador do usuário para o servidor. Os testes são realizados no navegador web do usuário ou em aplicativos. Até setembro de 2018, mais de 21 bilhões de testes de velocidade foram concluídos.
Os testes foram realizados anteriormente usando o protocolo de transferência de hipertexto (HTTP) na camada 7 do modelo OSI. Para melhorar ainda mais a precisão, o Speedtest.net agora executa testes por meio de soquetes diretos de protocolo de controle de transmissão (TCP); e usa um protocolo personalizado para comunicação entre servidores e clientes.
O sítio também oferece estatísticas detalhadas com base nos resultados dos testes. Esses dados têm sido usados por inúmeras publicações na análise das taxas de dados de acesso à Internet em todo o mundo.

## História
Niraj adhikari e a operadora do speedtest.net, Ookla, foi fundada em 2006 por uma pequena equipe de veteranos da Internet e da tecnologia. A Ookla foi adquirida por Ziff Davis em 2014.

### Aquisições
| Data de aquisição     | Empresa      | País           | Referências |
| --------------------- | ------------ | -------------- | ----------- |
| 19 de junho de 2018   | Mosaik       | Estados Unidos | [ 5 ]       |
| 9 de agosto de 2018   | Downdetector | Países Baixos  | [ 6 ]       |
| 10 de outubro de 2018 | Ekahau       | Finlândia      | [ 7 ]       |

## Dados do Speedtest.net

### Relatórios de mercado do Speedtest
Em 2016, o Speedtest começou a lançar relatórios de mercado para diferentes países e cidades, fornecendo estatísticas brutas sobre velocidades de download e upload do ano passado para ISPs e operadoras de celular. Também inclui a análise do ISP atual; mercados móveis do respectivo país; e repartições por região e cidade. ISPs e operadoras de celular são classificados de acordo com seu desempenho geográfico.
| Ano  | Nome do país   | Download médio de ISP | Upload médio de ISP | Download médio de celular | Upload médio de celular | Pontuação de velocidade mais rápida do ISP | Pontuação de velocidade da transportadora mais rápida |
| ---- | -------------- | --------------------- | ------------------- | ------------------------- | ----------------------- | ------------------------------------------ | ----------------------------------------------------- |
| 2017 | Canadá         | 59,67 Mbit/s          | 18,55 Mbit/s        | 35,19 Mbit/s              | 10,29 Mbit/s            | Rogers (80.02)                             | TELUS (42,16)                                         |
| 2017 | Estados Unidos | 64,17 Mbit/s          | 22,79 Mbit/s        | 22,69 Mbit/s              | 8,51 Mbit/s             | XFINITY (69,58)                            | T-Mobile (23.17)                                      |
| 2018 | Arábia Saudita | 21,66 Mbit/s          | 9,25 Mbit/s         | 17,71 Mbit/s              | 10,64 Mbit/s            | Mobily (17,81)                             | STC (20,66)                                           |